# Odezírání
Odezírání, nebo také retočet, je technika, která umožňuje pochopení omezené části mluveného projevu pomocí vizuální interpretace pohybů rtů, obličeje a jazyka, bez potřeby ho přímo slyšet. Odhady přesnosti odezírání se liší, ale pohybují se okolo pouhých 30–40 % kvůli závislosti techniky na znalosti kontextu, jazyka a zbytkových zvukových vodítek. Odezírání používají zejména lidé s poruchami sluchu, avšak do jisté míry ho využívá většina lidí jako pomocné vodítko i při interpretaci běžné mluvené řeči, či v profesích, kde je potřeba rekonstruovat mluvenou řeč z čistě vizuálního záznamu. 

## Postup
I přesto, že se vnímání řeči považuje za sluchovou schopnost, je ve skutečnosti silně multimodální, jelikož je k řeči zapotřebí pohybu rtů, zubů a jazyka, které jsou zpravidla viditelné při komunikaci tváří v tvář. Informace rtů a obličeje pomáhají sluchovému porozumění a většina plynulých mluvčích jazyka je na tyto pohyby proto také citlivá (viz McGurk efekt). Do jaké míry lidé využívají těchto vodítek, závisí na viditelnosti pohybů dané osoby, zřetelnosti mluveného projevu, a na jazykových schopnostech posluchače. 

### Fonémy a kinémy
Foném je nejmenší dílčí část zvukové stránky řeči daného jazyka, která slouží k rozlišení slov od sebe. Mnoho z nich ale od sebe není rozlišitelných čistě z pohybů svalů obličeje, v případě odezírání proto mluvíme o mnohem menším počtu dílčích částí zvaných kinémy, z nichž některé náleží hned několika zvukovým stopám. To je kvůli tomu, že mnohé fonémy jsou produkovány v hrdle a vevnitř dutiny ústní, pohyby v nichž nelze rozeznat zvenčí pouhým okem. Mezi ně patří například glotální souhlásky [k] a [g] nebo většina souhlásek závislých na pohybu jazyka.
Slovům, které jinak znějí, ale v rámci odezírání ze rtů vypadají stejně, říkáme homofény. Těchto slov zpravidla v jazycích bývá mnohonásobně více než slov souznačných, stávají se proto při odezírání častým kamenem úrazu a jsou jedním z hlavních důvodů, proč je přesnost odezírání hodnocena tak nízko. Pro češtinu je relevantních studií nedostatek, v rámci angličtiny se však udává, že je možné odezřít pouze kolem 30 % jazyka.

### Koartikulace
Kinémy je možné zachytit pomocí stálých obrázků, ale řeč jako taková se odvíjí v čase. Plynulá artikulace zvuků řeči a pohybů rtů za sebou často dodává další kontext následujícím a předcházejícím fonémům. Tento dynamický kontext má pak vliv na interpretaci při odezírání ze rtů i "mimo kinémy" samotné.

## Role ve vývoji jazykových schopností

### U nemluvňat a v raném dětství
Vizuální stopy hrají zásadní roli v rozvoji jazykových schopností dítěte, které se učí artikulovat i imitací pohybů svých rodičů. Toto napodobování se projevuje už u novorozenců, například vyplazováním jazyka či otevíráním úst v reakci na obdobný podnět od rodiče. Novorozenci také vykazují negativní reakci v případě, kdy není synchronizována mluvená a vizuální složka řeči, nebo v případě, kdy je se známou osobou spojen neznámý hlas (skrze nahrávku).
Během prvních šesti měsíců vývoje dochází k tzv. percepčnímu zúžení, při kterém se dítě zaměřuje čistě na rozvoj schopnosti rozeznávat fonémy svého mateřského jazyka a ztrácí tak schopnost rozeznávat zvuky, které jeho mateřský jazyk buď nerozlišuje, nebo vůbec neobsahuje. Tento úpadek probíhá stejnou mírou i u schopnosti rozeznávat pohybovou podobu těchto zvuků, což dále implikuje bližší propojení obou schopností. 
I přesto, že studie prokazují velký vliv zraku na vývoj jazyka u nemluvňat, jejich absence u dětí s vrozenou slepotou mívá překvapivě malý dopad. Děti do 18 měsíců se zpravidla učí nová slova výhradně sluchem, v případech, kdy jsou dítěti ukázány jen pohyby potřebné k artikulaci, k zapamatování slova nedochází. Přesto však u dětí s vrozenou poruchou zraku často dochází k menším nedostatkům, například zaměňování podobně znějících fonémů, se kterými u dětí bez problémů se zrakem zpravidla nejsou problémy díky jejich vizuální odlišnosti při vyslovování.
Role zraku pak dále klesá u dětí ve věku 1-2 roků k produkci mateřského jazyka, jelikož v tomto věku už dítě zpravidla disponuje dostatečnou znalostí jazyka na to identifikovat a imitovat zvuky samostatně. V případě cizího jazyka se však může pozornost přesunout zpět i na vizuální aspekty řeči.

### U slyšících dospělých
I přesto, že je pro většinu slyšících dospělých explicitní odezírání bez zvukové stopy problém, přímý vizuální kontakt s mluvící osobou jim i tak statisticky pomáhá porozumění. Přesný mechanismus této pomoci a do jaké míry se projevuje, je stále otázkou vědeckého bádání. Dle současných studií vizuální kontakt pomáhá ve všech úrovních interpretace řeči, od rozpoznávání fonetických znaků po interpretaci pragmatické výpovědi. Pozitivní dopad vizuálního kontaktu se projevuje zejména v hlučných prostředích, kde odezírání ulehčuje samotné vnímání řeči a uvolňuje tak kognitivní zdroje pro hlubší zpracování obsahu řeči.
Lidé mají tendenci spoléhat více na odezírání s rostoucím věkem a s ním spojenými problémy se sluchem, vlivem obecného kognitivního úpadku často spojovaným se ztrátou sluchu však často nemá možnost jej plně vykompenzovat.
Profesionální odezírání pak nachází uplatnění například ve forenzních nebo mediálních vědách

### U osob s poruchami sluchu
Ve spojení s vývojem gramotnosti neslyšící děti typicky vykazují pomalejší rozvoj čtení a dalších literárních dovedností. Problematickým se pro hluché děti ukazuje zejména vytváření mentálního spojení mezi fonémy a grafémy, pro které je bez přímého zvukového vodítka potřeba pokročilá schopnost odezírání ze rtů. I díky tomu je mezi neslyšící populací tato schopnost zpravidla rozšířenější i rozvinutější. Tato schopnost se pak projevuje i po případném návratu sluchu, zejména díky kochleárnímu implantátu, kde vyšší schopnost odezírání často indikuje lepší schopnost zpracovávat řeč po operaci.